# Vicent Pellicer i Ollés
Vicent Pellicer i Ollés (Valdealgorfa, Baix Aragó, 1956) és escriptor, poeta, fotògraf, activista cultural i professor de català per a adults.
Actualment exerceix de professor de català per a adults. Ha esdevingut un dels divulgadors destacat i polifacètic de les Terres de l'Ebre a través de llibres, exposicions, conferències, poemes, narracions, llibres d'itineraris i fotografies. També és actiu com a guia de natura.
El 1988 guanyà el primer accèssit del Premi «Enric Bayerri» de contes (Jesús), publicat el 1991 a Obra literària, Jesús-Catalònia (1984-1989). Els anys 1995 i 1996 fou el guanyador de sengles edicions anuals del Premi Ramon Salvadó i Montoriol (Barcelona) de contes de natura.
El 1999 fou nomenat jesusenc de l'any per la trajectòria literària artística. L'any 2010 rebé el premi Compromís en reconeixement de la defensa del català com a eina de comunicació (2010).
També recità textos en els espectacles de la cantautora i compositora ebrenca Montse Castellà, L'escriptor inexistent i Gèminis. Fou membre col·laborador de la Fira Literària de Jesús i del jurat de diversos concursos literaris i fotogràfics.

## Llibres publicats
- Contes del bosc (1996, premi Ramon Salvador Montoriol 1995)
- Morret pelut de rabosa (1998, premi Ramon Salvador Montoriol 1996)
- Les fonts del Port (Cossetània Edicions, 1999)[2]
- Contalles del Port (2000),
- Port endins (2009)
- El mas de la Franqueta (2012)
- Diari de natura (2016, premi Joan Cid i Mulet 2014)
- Fonts del Port (1998)
- A peu pel massís del Port (2000)
- Caminades pel massís del Port: emboscades de tardor meravellosa: el Matarranya, la Terra Alta, el Baix Ebre, el Montsià i el Baix Maestrat (Cossetània Edicions, 2002)
- Endevineu els ocells: el delta de l'Ebre, la Plana i el Port (Cossetània Edicions, 2002)
- Paisatges de l'Ebre: el delta i el Port (Cossetània Edicions, 2004)
- El massís del Port: de font en font (2005)
- Guia de les Terres de l'Ebre (2006, premi Jordi Cartanyà de Turisme)
- El massís del Port, el plaer de l'aventura (2007)
- Terres de l'Ebre: vida i colors (2010)
- Natura (2010)
- Baix Ebre, 17 excursions a peu (2011)
- El massís del Port, bellesa insòlita (Cossetània, 2013)
- Terres de l'Ebre i Matarranya encisadores (Cossetània, 2016)
- El Delta de l'Ebre. El plaer dels sentits (Cossetània, 2020)
- Vida a l’Ebre. «Parlo d’un riu mític i remorós» (Cossetània, 2023)

Ha col·laborat en els volums de contes El brogit de l'Ebre (2003), Terres d'aigua (2004) i L'altre Nadal (2006). És autor de poemes editats en tres reculls d'Els Trobadors de l'Ebre (1996, 1997 i 1998).
Autor de reportatges fotogràfics (amb textos inclosos) en revistes com Descobrir Catalunya, Naturaleza Salvaje, o L'Informatiu Jesusenc, ha realitzat exposicions fotogràfiques itinerants El delta de l'Ebre: oasi per a les aus (2002), Paisatges de l'Ebre: el Delta, la Plana i el Port (2004) i ha contribuït amb fotografies en centres informatius d'institucions i organismes de les Terres de l'Ebre.

## Participació en volums col·lectius
- Jo sóc aquell que em dic Gerard, Terres de l'Ebre, Editorial Petròpolis, 2010.
- Jesús, Onada Edicions, 2012